# Madrid Destino
Madrid Destino Cultura, Turismo y Negocio, S.A., simplement coneguda com a Madrid Destino, és una empresa pública propietat de l'Ajuntament de Madrid encarregat de la gestió dels aspectes culturals, el turisme, els espais i esdeveniments.
Va ser creada el juny de 2013, com a resultat de la fusió de Madrid Arte y Cultura S.A. (MACSA) i Madrid Visitors & Convention Bureau (MVCB). Posteriorment, també va heretar els actius de l'empresa municipal Madrid Espacios y Congresos (MadridEC; dissolta de forma efectiva al 31 de desembre de 2013), com la Caixa Màgica, els centres de convencions municipals del Passeig de la Castellana i Campo de las Naciones i el Madrid Arena.
La seva seu es troba al Cuartel del Conde-Duque, al barri de Universidad.